# Вулиця Тараса Трясила (Київ)
Ву́лиця Тара́са Тряси́ла — вулиця в Подільському районі міста Києва, місцевість Куренівка. Пролягає від Компанійського провулку до кінця забудови.

## Історія
Виникла в середині XX століття під назвою 702-га Нова вулиця. 1953 року отримала назву вулиця Лодигіна, на честь російського винахідника-електротехніка Олександра Лодигіна. До середини 1980-х років починалася від провулку Лодигіна (нині Дендрологічний провулок, скорочена в зв'язку зі знесенням старої забудови). 
Сучасна назва на честь козацького отамана Тараса Трясила — з 2022 року.